# Thandie Newton

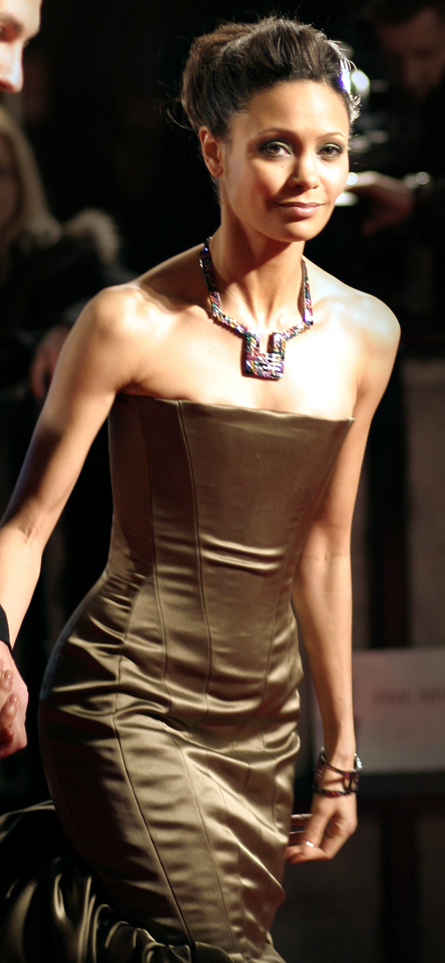
Thandie Newton (BAFTA 2007)

Thandie Newton, właśc. Melanie Thandiwe Newton (ur. 6 listopada 1972 w Londynie) – brytyjska aktorka. Laureatka nagrody BAFTA za najlepszą rolę drugoplanową w filmie Miasto gniewu (2004) oraz Emmy dla najlepszej aktorki drugoplanowej w serialu dramatycznym Westworld.
Jej mężem jest brytyjski aktor Ol Parker, mają dwie córki, Ripley i Nico. Jest córką brytyjskiego laboranta i wywodzącej się z ludu Szona terapeutki z Zimbabwe.

## Filmografia

### Filmy
- 1991: Randka na przerwie (Flirting) jako Thandiwe Adjewa
- 1993: Amerykański łowca (The Young Americans) jako Rachel Stevens
- 1993: Pirate Prince jako Becky Newton
- 1994: Wywiad z wampirem (Interview with the Vampire: The Vampire Chronicles) jako Yvette
- 1994: Loaded jako Zita
- 1995: Podróż Augusta Kinga (The Journey of August King) jako Annalees Williamsburg
- 1995: Jefferson w Paryżu (Jefferson in Paris) jako Sally Hemings (służąca)
- 1996: Gwiazdor (The Leading Man) jako Hilary
- 1997: Klincz (Gridlock'd) jako Cooky
- 1997: In Your Dreams jako Clare
- 1998: Pokochać (Beloved)
- 1998: Rzymska opowieść (Besieged) jako Shandurai
- 2000: To był wypadek (It was an Accident) jako Noreen Hurlock
- 2000: Mission: Impossible II (Mission: Impossible II) jako Nyah Nordolf-Hall
- 2002: Prawdziwe oblicze Charliego (The Truth About Charlie) jako Regina Lampert
- 2003: Pokerzyści (Shade) jako Tiffany
- 2004: Kroniki Riddicka (The Chronicles of Riddick) jako Dame Vaako
- 2004: Miasto gniewu (Crash) jako Christine
- 2006: W pogoni za szczęściem (Pursuit of Happyness) jako Linda
- 2007: Norbit jako Kate
- 2008: W. jako Condoleezza Rice
- 2008: RocknRolla jako Stella
- 2009: 2012 jako Laura, córka prezydenta USA
- 2010: Zniknięcie na 7. ulicy (Vanishing on 7th Street) jako Rosemary
- 2012: Dobre uczynki (Good Deeds) jako Lindsey
- 2013: Połówka żółtego słońca (Half of a Yellow Sun) jako Olanna
- 2018: Han Solo: Gwiezdne wojny – historie (Solo: A Star Wars Story) jako Val
- 2018: Raz się żyje (Gringo) jako Bonnie Soyinka
- 2018: The Death and Life of John F. Donovan jako Audrey Newhouse
- 2021: Reminiscencja (Reminiscence) jako Emily „Watts” Sanders
- 2022: God's Country jako Sandra
- 2022: Wszystkie stare noże(inne języki) (All the Old Knives) jako Celia Harrison

### Seriale
- 2003-2009: Ostry dyżur jako Kem Likasu
- 2013-2015: Twardzielka jako Grace Travis
- 2015: Incydent jako Aisha
- 2016-2022: Westworld jako Maeve Millay